# سالن کداگن

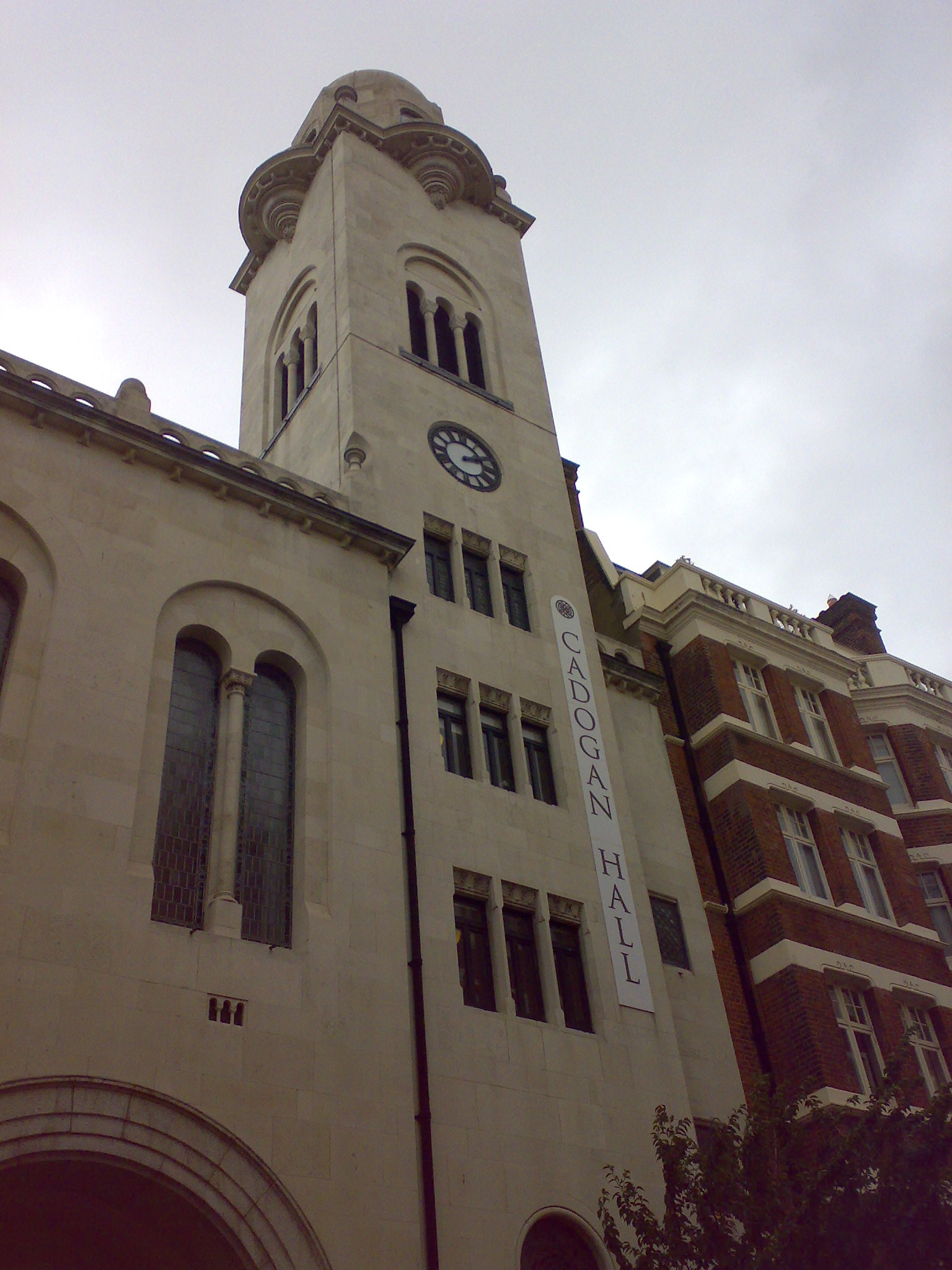
برج سالن کداگن

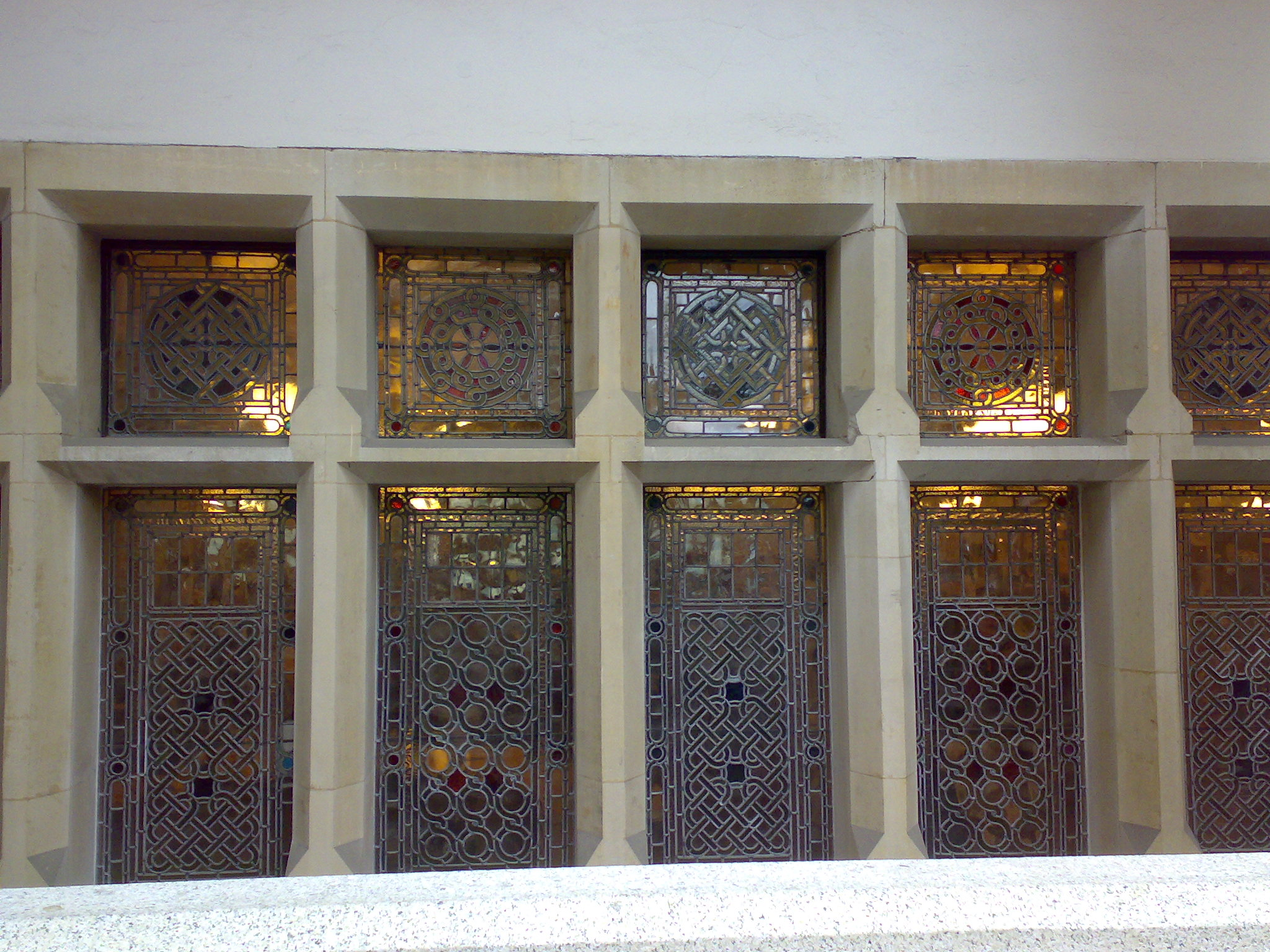

سالن کداگن (انگلیسی: Cadogan Hall، تلفظ: ‎/kəˈdʌɡən/‎) یک سالن کنسرت در شهر لندن، انگلستان است.
ساختمان این سالن در سال ۱۹۰۷ میلادی به عنوان یک کلیسا ساخته شد اما به دلیل کاهش حضور مردم در سال ۱۹۹۶ کلیسا به مکانی کوچک‌تر نقل مکان کرد، در سال ۲۰۰۰ ساختمان این سالن مخصوص ارکستر فیلارمونیک سلطنتی انگلستان خریداری شد و در ژوئن ۲۰۰۴ به صورت رسمی و به عنوان سالن کنسرت افتتاح شد.
سالن کداگن در منطقه سلطنتی کنزینگتون و چلسی دارای ۹۵۰ نفر ظرفیت می‌باشد. شهرداد روحانی موسیقی‌دان ایرانی و سامی یوسف خواننده ایرانی‌الاصل در این سالن کنسرت برگزار کرده‌اند.